# Fjällbacka Murders
Fjällbacka Murders, originele Zweedse titel Fjällbackamorden, is een serie van in totaal twaalf televisiefilms, die gebaseerd zijn op de personages uit de boeken van Camilla Läckberg en zich afspelen in het Zweedse plaatsje Fjällbacka. De eerste serie van zes afleveringen werd opgenomen in 2011 en op dvd uitgebracht in oktober 2013.
Fjällbacka Murders is een vervolg op de eerdere serie misdaadfilms met in de hoofdrol het echtpaar Erica Falck (Elisabet Carlsson) en Patrik Hedström (Niklas Hjulström), waarin zij schrijfster is van misdaadverhalen en hij inspecteur bij de politie in het kustplaatsje Fjällbacka. De serie bestond uit IJsprinses (2007), Predikant (2007), Steenhouwer (2009) en Vervloeking (2009)  
In de nieuwe serie komen de acteurs uit de eerste films niet terug. Patrik is nu agent in uniform, het echtpaar bewoont een ander huis en heeft drie kinderen (een dochtertje en een tweeling, jongetjes). Erica is een succesvolle schrijfster die geconfronteerd wordt met verschillende moordzaken die vaak hun oorsprong vinden in gebeurtenissen of zelfs moorden die zich al lang geleden in het plaatsje afspeelden. Was Erica in de eerste serie haar man behulpzaam bij het oplossen van zijn moordzaken, nu zijn de rollen eerder omgekeerd.

## Rolverdeling
- Claudia Galli - Erica Falck
- Richard Ulfsäter - Patrik Hedström
- Lennart Jähkel - Mellberg
- Pamela Cortes Bruna - Paula

## Afleveringen

### Seizoen 1 (2012/2013)
| Afl. | Nr. | Titel                                           | Regisseur         | Scenario                      | Datum            | Datum             |
| --- | --- | ----------------------------------------------- | ----------------- | ----------------------------- | ---------------- | ----------------- |
| 1 | 1   | Oorlogskind Tyskungen                           | Jörgen Bergmark   | Maria Karlsson                | 26 december 2012 | 20 september 2014 |
| De succesvolle schrijfster Erika Falck verliest beide ouders bij een auto-ongeluk. Niet lang daarna staat er een vreemde man in haar huiskamer die beweert haar halfbroer te zijn. Hij zou in de oorlog verwekt zijn. Erika wil niets van de man weten, maar als zij een paar maanden later hoort dat de man vermoord is, voelt zij zich toch schuldig. Om meer over hem en haar moeder te weten te komen gaat zij in de spullen van haar moeder snuffelen. Zij vindt een merkwaardig oorlogskruis en komt in oude fotoboeken gezichten tegen van mensen die zij niet kent. Erika probeert alle oude vrienden van haar moeder op te zoeken om meer te weten te komen over haar oorlogsverleden. Al snel merkt ze dat haar moeder veel duistere geheimen voor haar verborgen hield. |     |                                                 |                   |                               |                  |                   |
| 2 | 2   | De zee geeft, de zee neemt Havet ger, havet tar | Marcus Olsson     | Karin Gidfors, Michael Hjorth | 23 oktober 2013  | 27 september 2014 |
| Erica Falck vindt het lichaam van de oude fotograaf Stigge in zijn studio. De man is duidelijk vermoord. Erica vraagt zich af wat er met hem is gebeurd. Terwijl haar echtgenoot Patrick en zijn collega's van de politie in Fjälbacka aan hun onderzoek beginnen, is Erica hen al een stap voor. Ze ontdekt dat Stigge helemaal niet de aardige oude man was die hij leek te zijn, maar dat hij een aantal mensen in het stadje chanteerde. Een van hen was haar eigen schoonmoeder Kristina. |     |                                                 |                   |                               |                  |                   |
| 3 | 3   | De kustrijder Strandridaren                     | Rickard Petrelius | Karin Gidfors                 | 6 november 2013  | 4 oktober 2014    |
| Na een storm ontdekt de jonge kustwacht Jessica de lichamen van twee duikers. Ze gelooft niet dat het om een ongeval gaat en doet een beroep op haar jeugdvriend, politieman Patrik Hedström. Die was met zijn vriendin Erica onderweg voor een romantische vakantie, maar besluit een omweg te maken naar het schilderachtige plaatsje Kungshamn. Ze raken al snel betrokken bij de zaak, zeker wanneer er nog een derde dode valt. |     |                                                 |                   |                               |                  |                   |
| 4 | 4   | De koningin van het licht Ljusets drottning     | Rickard Petrelius | Linn Gottfridsson             | 20 november 2013 | 11 oktober 2014   |
| Op een heldere en ijskoude winternacht wordt een jonge vrouw gezien die in een traditioneel wit gewaad huilend over het ijs rent. Zodra ze een opening in het ijs ziet, werpt ze zichzelf in het donkere water en verdwijnt. Erica onderzoekt de zaak en haar ontdekkingen leiden haar naar de vermiste Lucia, een geheime liefdesaffaire en een man die wraak wil. |     |                                                 |                   |                               |                  |                   |
| 5 | 5   | Vrienden voor het leven Vänner för livet        | Richard Holm      | Charlotte Lesche              | 2 januari 2013   | 18 oktober 2014   |
| Voor haar nieuwe boek zoekt detectiveschrijfster Erica Falck inspiratie in een gebeurtenis uit haar jeugd. Toen zij 13 jaar oud was, stapte haar klasgenoot Peter op een bus om daarna spoorloos te verdwijnen. Het mysterie heeft haar nooit losgelaten en nu wil ze de zaak onderzoeken. Maar ze lijkt slapende honden wakker te maken: wanneer ze de broer van Peter uitnodigt voor een gesprek, wordt die op weg naar haar vermoord. Naast de verdwijning moet ze dus nu ook een moordzaak onderzoeken. |     |                                                 |                   |                               |                  |                   |
| 6 | 6   | Kunst, kitsch en kenners I betraktarens öga     | Richard Holm      | Pernilla Oljelund             | 28 juni 2013     | 25 oktober 2014   |
| Het tv-programma Tussen kunst en kitsch strijkt neer in Fjällbacka. Tegelijkertijd komt het jongere zusje van Erica, Anna ook langs omdat zij als makelaar een huis gaat laten zien aan Claes Wager, de aalgladde presentator van het programma. Helaas gaat de komst van dit programma gepaard met een paar vervelende gebeurtenissen. Zo wordt een vrouw bewusteloos aangetroffen in haar auto na een overdosis insuline. Vlak daarna wordt de man, van wie het een publiek geheim is dat hij haar minnaar is, vermoord teruggevonden in het pand waarin de televisieopnames worden gemaakt. En een oud schilderij uit de antiekshow wordt vermist. Wat is het verband tussen deze gebeurtenissen?                                                                               |     |                                                 |                   |                               |                  |                   |

## Trivia
- Schrijfster Camilla Läckberg is zelf geboren en opgegroeid in Fjällbacka.